# 지바현 제2구
지바현 제2구(일본어: 千葉県第2区)는 일본의 중의원 선거구이다. 1994년 일본 공직선거법 개정으로 신설되었다.

## 지역
- 지바시 하나미가와구
- 나라시노시
- 야치요시

## 역대 국회의원
| 선거          | 선거          | 의원              | 정당       |
| ------------- | ------------- | ----------------- | ---------- |
|               | 1996년 제41회 | 에구치 카즈오     | 자유민주당 |
|               | 2000년 제42회 | 나가타 히사야스   | 민주당     |
| 2003년 제43회 |               | 나가타 히사야스   | 민주당     |
|               | 2005년 제44회 | 야마나카 요코     | 자유민주당 |
|               | 2009년 제45회 | 구로다 유         | 민주당     |
|               | 2012년 제46회 | 고바야시 다카유키 | 자유민주당 |
| 2014년 제47회 |               | 고바야시 다카유키 | 자유민주당 |
| 2017년 제48회 |               | 고바야시 다카유키 | 자유민주당 |